# 三河一向一揆

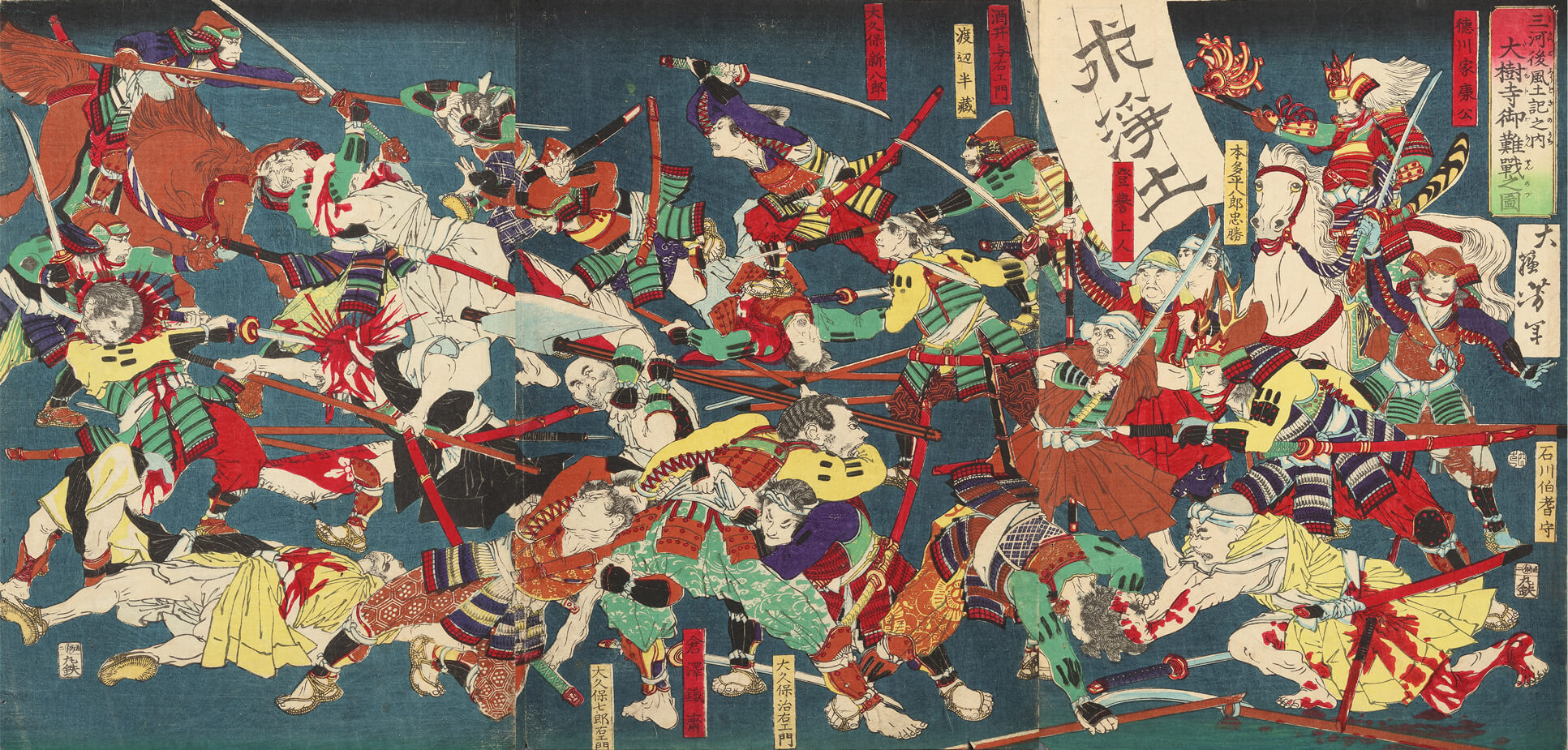
「大樹寺御難戦之図　三河後風土記之内」 月岡芳年筆 明治6年（1873年）

三河一向一揆（みかわいっこういっき）は、戦国時代に三河国の西三河全域で永禄6年（1563年） - 永禄7年（1564年）まで半年ほど行われた一向一揆である。松平家支配下にはなく曹洞宗の勢力が強かった東三河は該当しない。

## 概要
現在の安城市野寺の本證寺第十代・空誓（蓮如の曾孫）が中心となって浄土真宗の本願寺門徒に檄を飛ばし、領主の松平（後の徳川）家康と戦った。『三州一向宗乱記』に「当国碧海郡野寺村の本證寺と申すは、一向宗の小本寺にて、守護不入の道場、当国三箇寺の其の一箇寺なり」と記載されている。
中心勢力は、三河三ヶ寺と本宗寺および、三河守護家である吉良氏の他、荒川氏、桜井松平氏、大草松平氏である。また安祥松平家の麾下にあった本多正信、蜂屋貞次、夏目吉信が参加した。これは松平宗家である岩津松平に代わり台頭した安祥松平家が安祥城に居城していた時代から、真宗門徒の地元勢力を支配下に収めたものであり、その最たるものは、本證寺門徒でもあった石川氏である。一族間で門徒方と家康方に分裂するなど混乱を極めた。
三河一向一揆は、三方ヶ原の戦い、伊賀越えと並び、徳川家康の三大危機とされる。家臣団の多くが門徒方に与するなど、家康に宗教の恐ろしさをまざまざと見せつけることとなった。
大久保忠教の『三河物語』や『三州一向宗乱記』に概況が描かれている。

## 三河三ヶ寺と不入特権
本證寺（安城市野寺町）、上宮寺（岡崎市上佐々木町）、勝鬘寺（岡崎市針崎町）は、三河における本願寺教団の拠点で三河三ヶ寺と呼称され、松平広忠（家康の父）の代に守護使不入の特権を与えられていた。

## 三河一向一揆発端
三州一向宗乱記では、本證寺での発端説を第一に挙げ、次に本證寺での別説、さらに上宮寺での説を二通り挙げ、諸説あると解説する。
大久保忠教の著書『三河物語』の記述
永禄5年（1562年）に本證寺に侵入した無法者を西尾城主酒井正親が捕縛したため、守護使不入の特権を侵害されたとして、永禄6年（1563年）正月に一揆が起こったという。
上宮寺発端説
永禄6年（1563年）に松平氏家臣の菅沼定顕に命じて上宮寺の付近に砦を築かせ、上宮寺から兵糧とする穀物を奪ったことに端を発したという。しかし、菅沼定顕という家臣の実在が不詳である。
不入特権を主張する三河三ヶ寺と、教団の利権を解体して三河国統一を目指す徳川家康との対立が深まり、守護使不入の特権が侵害されたことに端を発して、本證寺第十代・空誓（蓮如の曾孫）は、上宮寺や勝鬘寺と共に檄を飛ばし、本願寺門徒を招集して菅沼氏の砦を襲撃した。真宗門徒の松平氏家臣や、吉良氏などの有力豪族や今川氏の残党なども加わり、松平氏の本城である岡崎城まで攻め上り、家康を窮地に陥れた。
ただし、こうした一揆の描き方には異論もある。平野明夫は永禄6年の家康の動向について分析し、上野城の酒井忠尚の挙兵が永禄6年6月（もしくはそれ以前）、寺部城の小笠原広重の挙兵が同年10月以前、東条城の吉良義昭の挙兵は同年10月下旬、一向一揆の発生が確認できるのは同年12月（もしくはそれ以前）に一揆軍が本多広孝の土井城が攻撃した後のことである。また、酒井・小笠原・吉良が一向一揆やこれを支持した家康家臣と連絡を取り合ったり、共同作戦を取ったとする形跡がない点（一向一揆が岡崎城に迫った時期にも自領に留まって岡崎へ兵を進めなかった）に注目して、酒井・吉良氏らの挙兵と一向一揆はともに家康を標的としたものであるが、あくまでも両者には関連性は無かったとする。一方、平山優は永禄6年4月に今川氏真が「三州急用」と称して臨時徴税が行われたことに注目する。これは、今川氏から離反した家康を討伐するための軍事費調達のために行われた物で、棟別銭などの諸公事免除を認められた人々まで徴収の対象にしたものであった。平山は酒井や小笠原は「三州急用」に氏真の本気を見て、家康打倒の好機とみたとしている。ところが、氏真は結果的に三河出兵を行わなかった（北条氏康と共に武蔵国の太田資正を攻めた）ことで家中に氏真に対する不満が広がり、同年12月に曳馬城の飯尾連龍が挙兵して所謂遠州忩劇が始まった。酒井忠尚らは氏真の支援を、飯尾連龍らは家康の支援を当てにしていたと考えられるが、結果的に酒井忠尚ら及び一向一揆は飯尾連龍らの反乱によって今川氏真の支援を得られずに徳川家康に撃破され、飯尾連龍らは酒井忠尚らの反乱及び一向一揆によって徳川家康の支援を得られずに今川氏真に撃破されるという、一種の共倒れに至ったとみている。

## 一向一揆側についた家康家臣
- 本多正信 - 戦後は出奔。松永久秀に仕えるなど諸国を流浪し、のち大久保忠世の執り成しで帰参し重用され、創業期の江戸幕府の重臣となる。
- 本多正重 - 兄の正信と共に参加。のち赦免帰参し戦功を挙げるも出奔し、滝川一益、前田利家、蒲生氏郷に仕えたのち帰参。
- 渡辺守綱 - 赦免帰参。のち徳川義直の附家老となる。徳川十六神将。
- 蜂屋貞次 - 永禄7年（1564年）に降伏帰参。徳川十六神将。
- 夏目吉信 - 野羽城（六栗城との説も）陥落の際、松平伊忠に捕縛され伊忠の嘆願により赦免帰参。
- 内藤清長 - 蟄居処分。子の家長は父から離反し家康方として勤めた。
- 加藤教明 - 戦後に出奔。室町幕府将軍足利義昭に仕えた後、羽柴秀吉に仕える。子の嘉明は秀吉の下で出世した。
- 酒井忠尚 - 一向一揆勃発より前に、居城に立て籠もっていたとする説もある。また、一揆方と連携していた痕跡が無い。一向一揆収束後も抵抗。
- 石川康正 - 父の石川清兼は三河の本願寺の信徒総代であったなど、石川氏は一向宗徒と深い関係にあった。ただし清兼の妻（の母）は家康母の妹であり、康正、家成兄弟は家康の従兄弟である。この縁戚関係により康正嫡男の石川数正は改宗して家康方、弟の家成も家康方として参戦。

## 一向一揆軍
主な一向一揆軍に加担した武将
- 吉良義昭
- 荒川義広
- 松平家次
- 松平信次
- 松平昌久
- 鳥居忠広
- 酒井忠尚
- 高木広正
- 榊原清政
- 大原惟宗
- 矢田作十郎
- 久世長宣
- 筧助太夫
- 本多正信
- 内藤清長
- 加藤教明
- 石川康正
- 蜂屋貞次
- 夏目吉信
- 本多正重
- 渡辺守綱

## 一揆の収束とその後
永禄7年（1564年）1月15日の馬頭原合戦の勝利で、徳川家康は優位に立ち、和議に持ち込み、一揆の解体に成功する。和議の仲介にも関わった水野信元の書状には永禄7年の春には和議が整って国内が平穏になったことが記されている。その後、同年4月には小笠原氏が家康に従い、その後も抵抗を続けた吉良氏と酒井忠尚は追放される。なお、『松平記』では酒井忠尚追放を永禄7年9月6日としており、家康と一向一揆との和議後も抵抗を続けていたこととなる。
一揆に与した武士の中には、主君への忠誠心と信仰心の板挟みにあって苦しんでいる者もあった。その様な武士には一揆を離脱して帰参することを望む者が多くいたため、一揆は収束に向かった。またこの際、本宗寺は御坊を焼失し、勝鬘寺は伽藍を焼失していた。家康は和議を結ぶことで一揆衆を完全に解体させた後、本願寺寺院に他派・他宗への改宗を迫り、これを拒んだ場合は破却した。
一方、本願寺寺院弾圧については次の見方もある。家臣離反に悩まされた家康は自分に味方した家臣に対して徳政令を出して本願寺寺院など敵対者からの債務返済を免除した。ところが、一向一揆との和議後にその扱いが問題となった。和議の仲介に当たった水野信元は徳政令の一部でも認めて欲しいと本宗寺などへ申し入れるが、本願寺の寺院は徳政令は和議条件に反すると反発した。和議の条件と家臣との約束の間で追い詰められた家康は永禄7年12月もしくはそれ以降に本願寺の寺院の弾圧に踏み切ったとされる。
一揆の終結より19年後の天正11年（1583年）まで、三河国は本願寺教団禁制の地となった。しかし、家康は本願寺教団に厳格な処分を下す一方、離反した家臣には寛大な処置で臨む事で家中の結束を高めることに成功したが、本多正信など、一部家臣は出奔した。一方で、渡辺守綱や蜂屋貞次など許されたのは例外に属し、実際には本多正信ら一揆に参加した大半の家臣は家中統制のために追放処分とされたとする見解もある。教団の禁制が解かれたのも、覇権争いのライバルである羽柴秀吉という家中統制に最も脅威となりうる存在に対抗しての家中融和策であったともいえる。
秀吉との戦いは小牧長久手の戦いを経て、家康が豊臣政権の傘下に入ることで解決されたが、ここで再び問題が発生する。天正16年（1588年）2月、家康は京屋敷及び方広寺大仏殿造営のための赦免を受けた本願寺教団の7寺院に対して木材5000本の進上を命令した。しかし自分達の再建に手一杯であった7寺院は諸役の過重を理由にこれを拒絶し、激怒した家康は禁制解除の取消と寺院の再追放を命じた。その後、下間頼廉の要請を受けた秀吉の弟・秀長が家康を説得し、家康は説得を受け入れて命令を取り消すことになった。これは本願寺教団との和解を進めてきた豊臣政権による強力な政治介入に家康が従わざるを得なかったことを示しているが、朝日姫との婚姻を介して義兄弟となった家康と秀長が相当の親密な関係にあったことを示す傍証とも考えられている。